# Liste des villes jumelées du Canada
 (décembre 2016).

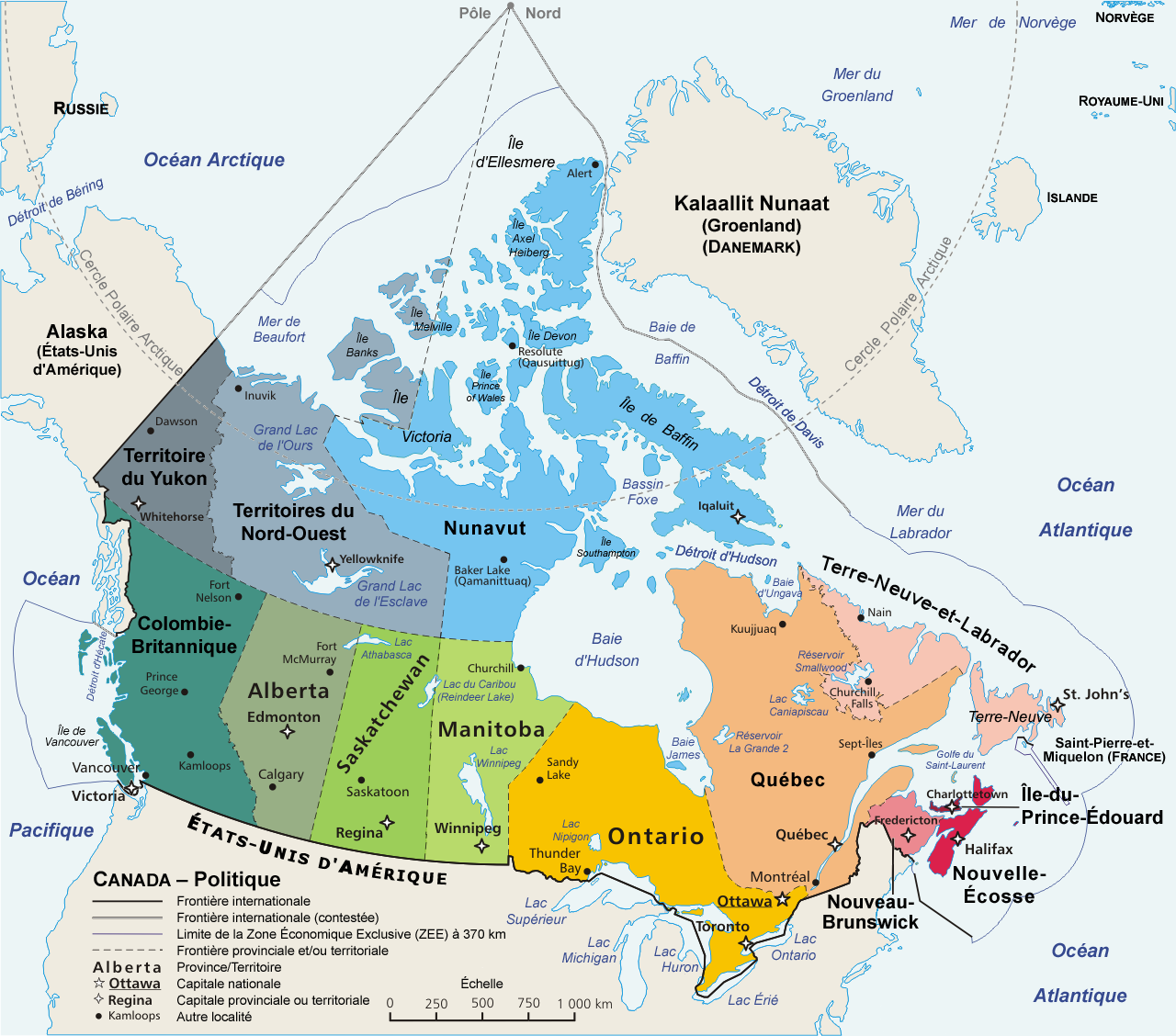
Carte du Canada.

Ceci est la liste des villes jumelées du Canada ayant des liens permanents avec des communautés locales dans d'autres pays. Dans la plupart des cas, l'association, en particulier lorsque officialisée par le gouvernement local, est connu comme "jumelage" (même si d'autres termes, tels que villes partenaires ou municipalités de l'amitié sont parfois utilisés), et alors que la plupart des endroits sont des villes, la liste comprend aussi des villages, des villes, des districts, comtés, etc., avec des liens similaires.
Classement par provinces
 Alberta
 Colombie-Britannique
 Île-du-Prince-Édouard
 Manitoba
 Nunavut
 Nouveau-Brunswick
 Nouvelle-Écosse
 Ontario
 Québec
 Saskatchewan
 Terre-Neuve-et-Labrador
 Territoires du Nord-Ouest
 Yukon

## Manitoba

### Winnipeg
Setagaya (Tokyo), Japon (1970 Jumelage)
 Minneapolis (Minnesota), États-Unis (1973),

## Nouveau-Brunswick

### Caraquet
Marennes, France (1959), 

### Edmundston
Parthenay, France (1993)

## Ontario

### Barrie
Deux-Ponts, Allemagne (1997), 

### Windsor
Saint-Étienne, France (1963), 

## Québec

### Lévis
Caen, France (2019)

### Gaspé
Saint-Malo, France (2017), 

### Québec[3]
| Albany, New York, États-Unis Bordeaux, Gironde, Nouvelle-Aquitaine, France (1962) Calgary, Alberta, Canada (1956) Cannes, Alpes-Maritimes, Provence-Alpes-Côte d'Azur, France Changchun, Chine Guanajuato (État de Guanajuato), Mexique (2002) | Huế, Vietnam (2005) Iaşi, Roumanie Liège, Belgique (2002) Montevideo, Uruguay (2000) Namur, Belgique (1999) Ouagadougou, Burkina Faso (2000) | Paris, France (2003) Port Louis, Maurice (1971) Sousse, Tunisie (2004) St. Petersburg, Russie (2002) Xi'an, Chine (2001) |

### Saint-Alphonse-Rodriguez
Creysse, France (1997), 

### Châteauguay
Cambrai, France (1980) 

### Sherbrooke
Montpellier, France (2006), 

## Sources
- (en) Cet article est partiellement ou en totalité issu de l’article de Wikipédia en anglais intitulé « List of sister cities in Canada » (voir la liste des auteurs).